# 小笠原長幸
小笠原 長幸（おがさわら おさゆき）は江戸時代後期の旗本。父は旗本・小笠原長直。寛政譜によれば小笠原吉次の子孫。官位は従五位下、和泉守。通称は梅之丞、三九郎。
明和6年（1769年）勘定となり、天明3年（1783年）以降、利根川や濃尾平野周辺の川普請や畿内天領の作柄調査などの御用を務め、天明8年（1788年）勘定組頭に進み、寛政4年（1792年）には関東の川普請御用の功績により黄金3枚を拝領した。寛政5年（1793年）父から廩米150俵の家督を相続し、寛政8年（1796年）勘定吟味役となり、寛政12年（1800年）勘定奉行（勝手方）に就任し、500石に加増された。文化5年（1808年）に蝦夷地御用を務め、文化9年（1812年）に松前奉行となり、同地で没した。